# جسر سكة حديد أنتونيفكا
جسر سكة حديد أنتونيفكا (بالأوكرانية: Антонівський залізничний міст، بالإنجليزية: Antonivka Railway Bridge) كان جسرًا للسكة الحديدية أحادي المسار فوق نهر دنيبر، في مقاطقة خيرسون، جنوب أوكرانيا. كان الجسريربط شبكات السكك الحديدية في أوكرانيا على جانبي نهر دنيبر، وكان خط سكة حديد خيرسون-كيرتش يمر فوق الجسر. تم تدمير الجسر بعد انسحاب القوات الروسية في نوفمبر 2022.

## التاريخ
بدأ بناء جسر سكة حديد أنتونيفكا في 1939، ولكن مع بداية حرب الجبهة الشرقية توقف البناء. قام الألمان ببناء جسرآخر للسكة الحديدية في اتجاه مجرى النهر، والذي تم تدميره أثناء الحرب.
في 1949، تم تكليف فوج من مهندسي السكك الحديدية ببناء الجسر الاستراتيجي الذي يبلغ طوله كيلومترًا واحدًا تقريبًا. تم تشغيل جسر السكة الحديدية في 12 ديسمبر 1954.
خلال الهجوم الروسي على أوكرانيا، أصبح الجسر ذا أهمية استراتيجية باعتباره طريقًا للقوات الروسية المتجهة غربًا. بعد سقوط الجسر في أيدي الروس خلال الأيام الأولى من الحرب، أصبح من غير الممكن عبوره بسبب الغارات الجوية الأوكرانية خلال صيف 2022.

## معرض

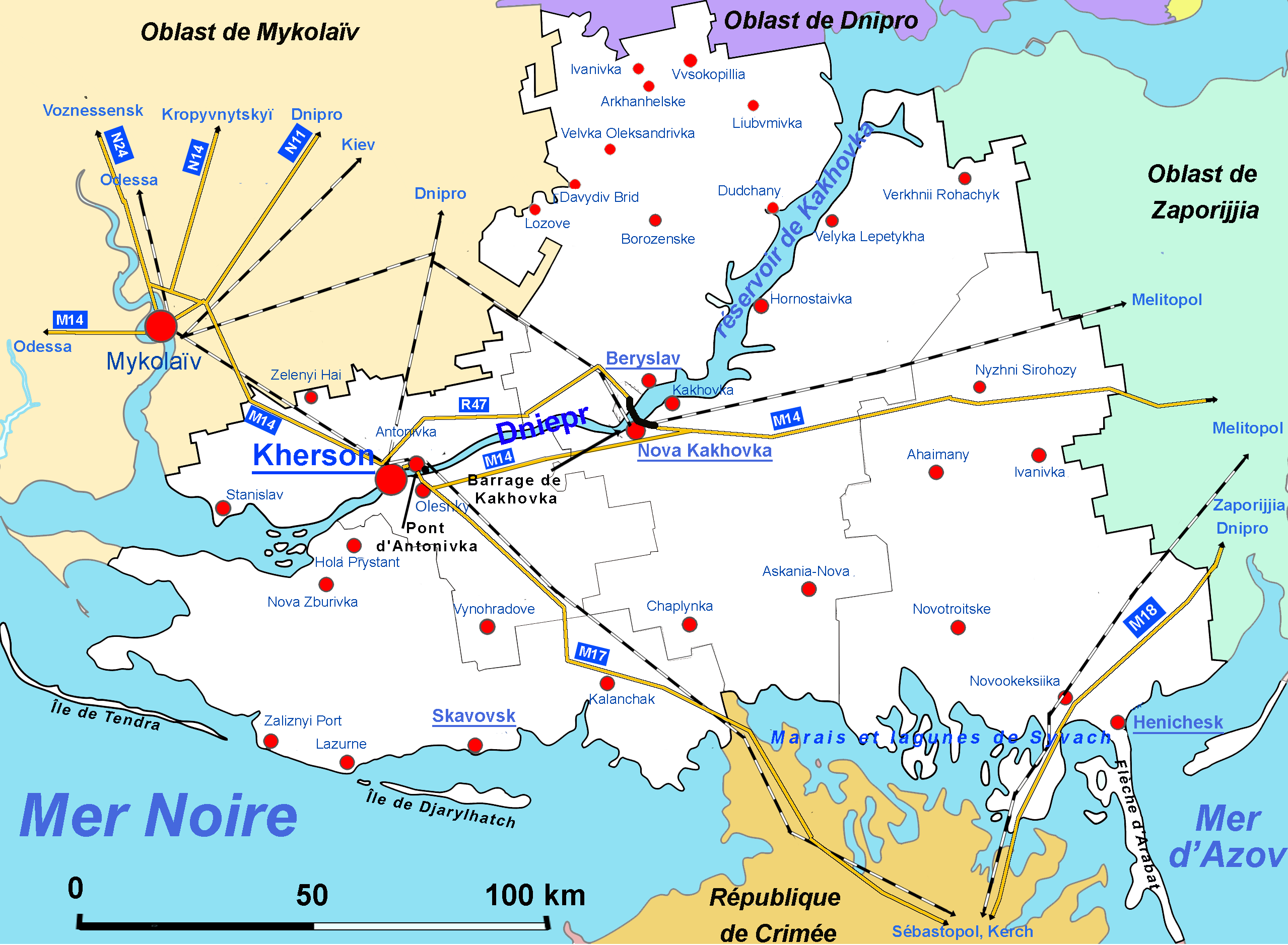
مقاطعة خيرسون والطرق وخطوط السكة الحديدية